# Campeonato Mundial de Ciclocross
O primeiro Campeonato do Mundo de Ciclocross oficial da história teve lugar em Paris (França) em 1950, sendo o ganhador o francês Jean Robic. A partir de então, o campeonato disputou-se sem interrupção até à atualidade, ainda que entre os anos 1967 a 1993, este se bifurcou em dois campeonatos separados para ciclistas profissionais e aficionados. Desde 1994 o campeonato celebrava-se de maneira conjunta para todos os ciclistas de categoria elite.

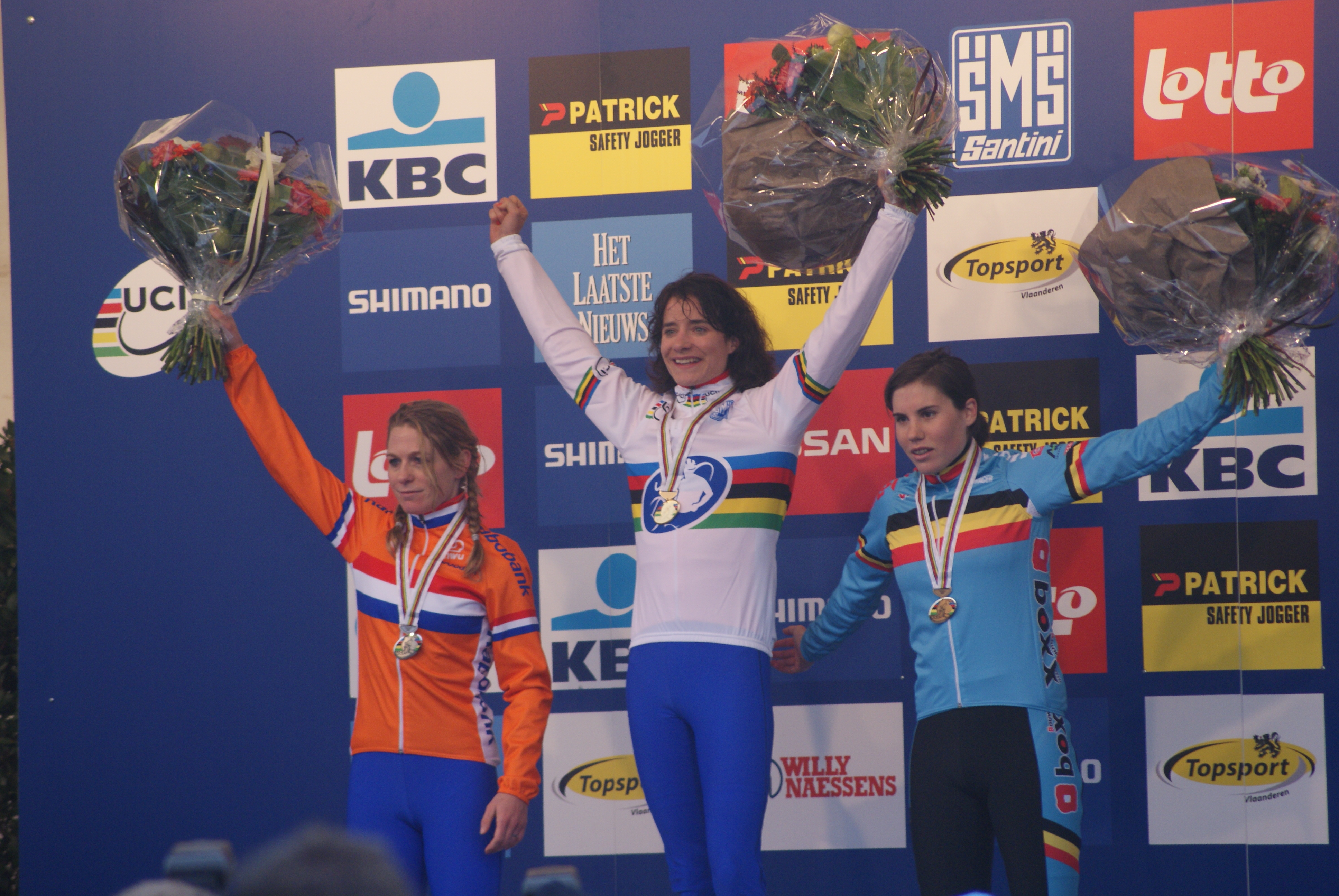
Pódium da edição feminina de 2012

Ao longo dos anos, os campeonatos têm ido crescendo à medida que têm aumentado o número de categorias participantes. Deste modo, Saccolongo foi no ano de 1979 a primeira sede dos campeonatos do mundo em categoria júnior masculina, complementada em 1996 com a criação do campeonato para ciclistas sub-23.
Finalmente, a União Ciclista Internacional (UCI), regidora e organizadora dos campeonatos do mundo, também abriu os seus campeonatos às femininas, primeiro com a criação no ano de 2000 dos campeonatos mundiais femininos, vencidos pela primeira vez pela alemã Hanka Kupfernagel; e mais tarde com a instauração do campeonato mundial para femininas sub-23, nas que têm cabida tanto ciclistas desta idade como juvenis, cujo palmarés foi inaugurado em Zolder pela britânica Evie Richards no ano de 2016. O ganhador ou ganhadora de cada uma destas provas, salvo que salte de categoria ao termo da temporada, pode portar ao longo de todo o ano o maillot arco-íris, ao igual que os ganhadores do campeonato do mundo de outras disciplinas ciclistas.

## Palmarés

### Masculino
| Ano  | Cidade              | Ouro                 | Prata                  | Bronze               |
| 1950 | Paris               | Jean Robic           | Roger Rondeaux         | Pierre Jodet         |
| 1951 | Luxemburgo          | Roger Rondeaux       | André Dufraisse        | Pierre Jodet         |
| 1952 | Genebra             | Roger Rondeaux       | André Dufraisse        | Albert Meier         |
| 1953 | Oñate               | Roger Rondeaux       | Gilbert Bauvin         | André Dufraisse      |
| 1954 | Crenna              | André Dufraisse      | Pierre Jodet           | Hans Bieri           |
| 1955 | Saarbrücken         | André Dufraisse      | Hans Bieri             | Amerigo Severini     |
| 1956 | Luxemburgo          | André Dufraisse      | Georges Meunier        | Emile Plattner       |
| 1957 | Edelare             | André Dufraisse      | Firmin Van Kerrebroek  | Georges Meunier      |
| 1958 | Limoges             | André Dufraisse      | Amerigo Severini       | Rolf Wolfshohl       |
| 1959 | Genebra             | Renato Longo         | Rolf Wolfshohl         | Amerigo Severini     |
| 1960 | Tolosa              | Rolf Wolfshohl       | Arnold Hungerbuhler    | Robert Aubry         |
| 1961 | Hanôver             | Rolf Wolfshohl       | Renato Longo           | André Dufraisse      |
| 1962 | Esch-sur-Alzette    | Renato Longo         | Maurice Gandolfo       | André Dufraisse      |
| 1963 | Calais              | Rolf Wolfshohl       | Renato Longo           | André Dufraisse      |
| 1964 | Overboelare         | Renato Longo         | Roger De Clercq        | Joseph Mahe          |
| 1965 | Cavaria             | Renato Longo         | Rolf Wolfshohl         | Amerigo Severini     |
| 1966 | Beasain             | Eric De Vlaeminck    | Herman Gretener        | Rolf Wolfshohl       |
| 1967 | Zürich              | Renato Longo         | Rolf Wolfshohl         | Herman Gretener      |
| 1968 | Luxemburgo          | Eric De Vlaeminck    | Herman Gretener        | Michel Pelchat       |
| 1969 | Magstadt            | Eric De Vlaeminck    | Rolf Wolfshohl         | Renato Longo         |
| 1970 | Zolder              | Eric De Vlaeminck    | Albert Van Damme       | Rolf Wolfshohl       |
| 1971 | Apeldoorn           | Eric De Vlaeminck    | Albert Van Damme       | René De Clercq       |
| 1972 | Praga               | Eric De Vlaeminck    | Rolf Wolfshohl         | Herman Gretener      |
| 1973 | Londres             | Eric De Vlaeminck    | André Wilhelm          | Rolf Wolfshohl       |
| 1974 | Lado de Bidasoa     | Albert Van Damme     | Roger De Vlaeminck     | Peter Frischknecht   |
| 1975 | Melchnau            | Roger De Vlaeminck   | Albert Zweifel         | Peter Frischknecht   |
| 1976 | Chazay-d'Azergues   | Albert Zweifel       | Peter Frischknecht     | André Wilhelm        |
| 1977 | Hanôver             | Albert Zweifel       | Peter Frischknecht     | Eric De Vlaeminck    |
| 1978 | Amorebieta-Echano   | Albert Zweifel       | Peter Frischknecht     | Klaus-Peter Thaler   |
| 1979 | Saccolongo          | Albert Zweifel       | Gilles Blaser          | Robert Varmeire      |
| 1980 | Wetzikon            | Roland Liboton       | Klaus-Peter Thaler     | Hennie Stamsnijder   |
| 1981 | Tolosa              | Hennie Stamsnijder   | Roland Liboton         | Albert Zweifel       |
| 1982 | Lanarvily           | Roland Liboton       | Albert Zweifel         | Hennie Stamsnijder   |
| 1983 | Birmingham          | Roland Liboton       | Albert Zweifel         | Klaus-Peter Thaler   |
| 1984 | Oss                 | Roland Liboton       | Hennie Stamsnijder     | Albert Zweifel       |
| 1985 | Munique             | Klaus-Peter Thaler   | Adri van der Poel      | Claude Michely       |
| 1986 | Lembeek             | Albert Zweifel       | Pascal Richard         | Hennie Stamsnijder   |
| 1987 | Mladá Boleslav      | Klaus-Peter Thaler   | Danny De Bie           | Christophe Lavainne  |
| 1988 | Hägendorf           | Pascal Richard       | Adri van der Poel      | Beat Breu            |
| 1989 | Pontchâteau         | Danny De Bie         | Adri van der Poel      | Christophe Lavainne  |
| 1990 | Guecho              | Henk Baars           | Adri van der Poel      | Bruno Lebras         |
| 1991 | Gieten              | Radomir Simunek      | Adri van der Poel      | Bruno Lebras         |
| 1992 | Leeds               | Mike Kluge           | Carl Camrda            | Adri van der Poel    |
| 1993 | Corva               | Dominique Arnould    | Mike Kluge             | Wim De Vos           |
| 1994 | Koksijde            | Paul Herijgers       | Richard Groenendaal    | Erwin Vervecken      |
| 1995 | Eschenbach          | Dieter Runkel        | Richard Groenendaal    | Beat Wabel           |
| 1996 | Montreuil           | Adri van der Poel    | Daniele Pontoni        | Luca Bramati         |
| 1997 | Munique             | Daniele Pontoni      | Thomas Frischknecht    | Luca Bramati         |
| 1998 | Middelfart          | Mario De Clercq      | Erwin Vervecken        | Henrik Djernis       |
| 1999 | Poprad              | Mario De Clercq      | Erwin Vervecken        | Adri van der Poel    |
| 2000 | Sint-Michielsgestel | Richard Groenendaal  | Mario De Clercq        | Sven Nys             |
| 2001 | Tábor               | Erwin Vervecken      | Petr Dlask             | Mario De Clercq      |
| 2002 | Zolder              | Mario De Clercq      | Tom Vannoppen          | Sven Nys             |
| 2003 | Monopoli            | Bart Wellens         | Mario De Clercq        | Erwin Vervecken      |
| 2004 | Pontchâteau         | Bart Wellens         | Mario De Clercq        | Sven Vanthourenhout  |
| 2005 | Sankt Wendel        | Sven Nys             | Erwin Vervecken        | Sven Vanthourenhout  |
| 2006 | Zeddam              | Erwin Vervecken      | Bart Wellens           | Francis Mourey       |
| 2007 | Hooglede-Gits       | Erwin Vervecken      | Jonathan Page          | Enrico Franzoi       |
| 2008 | Treviso             | Lars Boom            | Zdeněk Štybar          | Sven Nys             |
| 2009 | Hoogerheide         | Niels Albert         | Zdeněk Štybar          | Sven Nys             |
| 2010 | Tábor               | Zdeněk Štybar        | Klaas Vantornout       | Sven Nys             |
| 2011 | Sankt Wendel        | Zdeněk Štybar        | Sven Nys               | Kevin Pauwels        |
| 2012 | Koksijde            | Niels Albert         | Rob Peeters            | Kevin Pauwels        |
| 2013 | Louisville          | Sven Nys             | Klaas Vantornout       | Lars van der Haar    |
| 2014 | Hoogerheide         | Zdeněk Štybar        | Sven Nys               | Kevin Pauwels        |
| 2015 | Tábor               | Mathieu van der Poel | Wout van Aert          | Lars van der Haar    |
| 2016 | Zolder              | Wout van Aert        | Lars van der Haar      | Kevin Pauwels        |
| 2017 | Bieles              | Wout van Aert        | Mathieu van der Poel   | Kevin Pauwels        |
| 2018 | Valkenburg          | Wout van Aert        | Michael Vanthourenhout | Mathieu van der Poel |
| 2019 | Bogense             | Mathieu van der Poel | Wout van Aert          | Toon Aerts           |
| 2020 | Dübendorf           | Mathieu van der Poel | Thomas Pidcock         | Toon Aerts           |
| 2021 | Oostende            |                      |                        |                      |
| 2022 | Fayetteville        |                      |                        |                      |
| 2023 | Hoogerheide         |                      |                        |                      |

### Masculino sub-23
| Ano  | Ouro                   | Prata                  | Bronze                  |
| ---- | ---------------------- | ---------------------- | ----------------------- |
| 1996 | Miguel Martinez        | Patrick Blum           | Zdeněk Mlynář           |
| 1997 | Sven Nys               | Bart Wellens           | Christophe Morel        |
| 1998 | Sven Nys               | Bart Wellens           | Petr Dlask              |
| 1999 | Bart Wellens           | Tom Vannoppen          | Tim Johnson             |
| 2000 | Bart Wellens           | Tom Vannoppen          | Davy Commeyne           |
| 2001 | Sven Vanthourenhout    | Tomas Trunschka        | David Kasek             |
| 2002 | Thijs Verhagen         | Davy Commeyne          | Tomas Trunschka         |
| 2003 | Enrico Franzoi         | Wesley Van Der Linden  | Thijs Verhagen          |
| 2004 | Kevin Pauwels          | Mariusz Gil            | Martin Zlámalík         |
| 2005 | Zdeněk Štybar          | Radomír Šimůnek        | Simon Zahner            |
| 2006 | Zdeněk Štybar          | Lars Boom              | Niels Albert            |
| 2007 | Lars Boom              | Niels Albert           | Romain Villa            |
| 2008 | Niels Albert           | Aurélien Duval         | Cristian Cominelli      |
| 2009 | Philipp Walsleben      | Christoph Pfingsten    | Paweł Szczepaniak       |
| 2010 | Arnaud Jouffroy        | Tom Meeusen            | Marek Konwa             |
| 2011 | Lars van der Haar      | Mike Teunissen         | Karel Hník              |
| 2012 | Lars van der Haar      | Wietse Bosmans         | Michiel van der Heijden |
| 2013 | Mike Teunissen         | Wietse Bosmans         | Wout Van Aert           |
| 2014 | Wout Van Aert          | Michael Vanthourenhout | Mathieu van der Poel    |
| 2015 | Michael Vanthourenhout | Laurens Sweeck         | Stan Godrie             |
| 2016 | Eli Iserbyt            | Adam Toupalik          | Quinten Hermans         |
| 2017 | Joris Nieuwenhuis      | Felipe Orts            | Sieben Wouters          |
| 2018 | Eli Iserbyt            | Joris Nieuwenhuis      | Yan Gras                |
| 2019 | Thomas Pidcock         | Eli Iserbyt            | Antoine Benoist         |
| 2020 | Ryan Kamp              | Kevin Kuhn             | Mees Hendrikx           |
| 2021 | Pim Ronhaar            | Ryan Kamp              | Timo Kielich            |

### Feminino
| Ano  | Cidade              | Ouro                   | Prata                | Bronze                |
| 2000 | Sint-Michielsgestel | Hanka Kupfernagel      | Louise Robinson      | Daphny van den Brand  |
| 2001 | Tábor               | Hanka Kupfernagel      | Corine Dorland       | Daphny van den Brand  |
| 2002 | Zolder              | Laurence Leboucher     | Hanka Kupfernagel    | Daphny van den Brand  |
| 2003 | Monopoli            | Daphny van den Brand   | Hanka Kupfernagel    | Laurence Leboucher    |
| 2004 | Pontchâteau         | Laurence Leboucher     | Maryline Salvetat    | Hanka Kupfernagel     |
| 2005 | Sankt Wendel        | Hanka Kupfernagel      | Sabine Spitz         | Mirjam Melchers       |
| 2006 | Zeddam              | Marianne Vos           | Hanka Kupfernagel    | Daphny van den Brand  |
| 2007 | Hooglede-Gits       | Maryline Salvetat      | Katherine Compton    | Laurence Leboucher    |
| 2008 | Treviso             | Hanka Kupfernagel      | Marianne Vos         | Laurence Leboucher    |
| 2009 | Hoogerheide         | Marianne Vos           | Hanka Kupfernagel    | Katherine Compton     |
| 2010 | Tábor               | Marianne Vos           | Hanka Kupfernagel    | Daphny Van den Brand  |
| 2011 | Sankt Wendel        | Marianne Vos           | Katherine Compton    | Katerina Nash         |
| 2012 | Koksijde            | Marianne Vos           | Daphny Van den Brand | René De Clercq        |
| 2013 | Louisville          | Marianne Vos           | Katherine Compton    | Lucie Chainel-Lefèvre |
| 2014 | Hoogerheide         | Marianne Vos           | Eva Lechner          | Helen Wyman           |
| 2015 | Tábor               | Pauline Ferrand-Prévot | Sanne Cant           | Marianne Vos          |
| 2016 | Zolder              | Thalita de Jong        | Caroline Mani        | Sanne Cant            |
| 2017 | Bieles              | Sanne Cant             | Marianne Vos         | Katherine Nash        |
| 2018 | Valkenburg          | Sanne Cant             | Katherine Compton    | Lucinda Brand         |
| 2019 | Bogense             | Sanne Cant             | Lucinda Brand        | Marianne Vos          |
| 2020 | Dübendorf           | Ceylin Alvarado        | Annemarie Worst      | Lucinda Brand         |
| 2021 | Oostende            | Lucinda Brand          | Annemarie Worst      | Denise Betsema        |

## Palmarés por países
| 1  | Bélgica                       | 30 | 24 | 21 | 75 |
| 2  | França                        | 10 | 8  | 16 | 34 |
| 3  | Países Baixos                 | 9  | 10 | 9  | 28 |
| 4  | Suíça                         | 7  | 13 | 11 | 31 |
| 5  | Alemanha Ocidental · Alemanha | 6  | 7  | 6  | 19 |
| 6  | Itália                        | 6  | 4  | 7  | 17 |
| 7  | Tchecoslováquia · Chéquia     | 4  | 4  | 0  | 8  |
| 8  | Estados Unidos                | 0  | 1  | 0  | 1  |
| 8  | Reino Unido                   | 0  | 1  | 0  | 1  |
| 10 | Dinamarca                     | 0  | 0  | 1  | 1  |
| 10 | Luxemburgo                    | 0  | 0  | 1  | 1  |

| 1 | Ouro           | Prata | Bronze | 1 | Países Baixos | 11 | 7 | 11 | 29 |
| 2 | Alemanha       | 4     | 6      | 1 | 11            |    |   |    |    |
| 3 | França         | 4     | 2      | 4 | 10            |    |   |    |    |
| 4 | Bélgica        | 3     | 1      | 2 | 6             |    |   |    |    |
| 5 | Estados Unidos | 0     | 4      | 1 | 5             |    |   |    |    |
| 6 | Reino Unido    | 0     | 1      | 1 | 2             |    |   |    |    |
| 7 | Itália         | 0     | 1      | 0 | 1             |    |   |    |    |
| 8 | Chéquia        | 0     | 0      | 2 | 2             |    |   |    |    |

## Mais vitórias
| 1  | Eric De Vlaeminck    | 7 | 0 | 1 | 8  |
| 2  | Albert Zweifel       | 5 | 3 | 2 | 10 |
| 3  | André Dufraisse      | 5 | 2 | 4 | 11 |
| 4  | Renato Longo         | 5 | 2 | 1 | 8  |
| 5  | Roland Liboton       | 4 | 1 | 0 | 5  |
| 6  | Rolf Wolfshohl       | 3 | 5 | 4 | 12 |
| 7  | Erwin Vervecken      | 3 | 3 | 2 | 8  |
| 8  | Mario De Clercq      | 3 | 3 | 1 | 7  |
| 9  | Zdeněk Štybar        | 3 | 2 | 0 | 5  |
| 10 | Wout Van Aert        | 3 | 2 | 0 | 5  |
| 11 | Mathieu van der Poel | 3 | 1 | 1 | 5  |
| 12 | Roger Rondeaux       | 3 | 1 | 0 | 4  |

| 1  | Marianne Vos           | 7 | 2 | 2 | 11 |
| 2  | Hanka Kupfernagel      | 4 | 5 | 1 | 10 |
| 3  | Sanne Cant             | 3 | 1 | 2 | 6  |
| 4  | Laurence Leboucher     | 2 | 0 | 3 | 5  |
| 5  | Daphny van den Brand   | 1 | 1 | 5 | 7  |
| 6  | Maryline Salvetat      | 1 | 1 | 0 | 2  |
| 7  | Pauline Ferrand-Prévot | 1 | 0 | 0 | 1  |
| 8  | Ceylin Alvarado        | 1 | 0 | 0 | 1  |
| 9  | Thalita de Jong        | 1 | 0 | 0 | 1  |
| 10 | Katie Compton          | 0 | 4 | 1 | 5  |
| 11 | Lucinda Brand          | 0 | 1 | 2 | 3  |